# Bad Blood 2003
Bad Blood 2003 was een professioneel worstel-pay-per-viewevenement dat georganiseerd werd door World Wrestling Entertainment (WWE). Dit evenement vond plaats in de Compaq Center in Houston (Texas) op 15 juni 2003.

## Resultaten
| Nr.                                                                          | Match | Winnaar(s)                              |
| ---------------------------------------------------------------------------- | --- | --------------------------------------- |
| -                                                                            | Ivory vs. Molly Holly in een een-op-eenmatch                                                                                      | Ivory                                   |
| 1                                                                            | Rodney Mack & Christopher Nowinski vs. The Dudley Boyz in een tag team match                                                      | Rodney Mack & Christopher Nowinski      |
| 2                                                                            | Test vs. Scott Steiner in een een-op-eenmatch voor Stacy Keiblers managing services                                               | Scott Steiner                           |
| 3                                                                            | Christian (c) vs. Booker T in een een-op-eenmatch voor het WWE Intercontinental Championship                                      | Booker T; diskwalificatie Christian (c) |
| 4                                                                            | Rob Van Dam & Kane (c) vs. La Résistance in een tag team match voor het World Tag Team Championship                               | La Résistance (nc)                      |
| 5                                                                            | Goldberg vs. Chris Jericho in een een-op-eenmatch                                                                                 | Goldberg                                |
| 6                                                                            | Ric Flair vs. Shawn Michaels in een een-op-eenmatch                                                                               | Ric Flair                               |
| 7                                                                            | Triple H (c) vs. Kevin Nash in een Hell in a Cell match voor het World Heavyweight Championship met Mick Foley als scheidsrechter | Triple H (c)                            |
| (c) huidige kampioen voor en na de match \| (nc) nieuwe kampioen na de match | |                                         |